# Policyjny spis ludności
Policyjny spis ludności

## Podstawy prawne, obszar i cele przeprowadzenia spisu
Decyzja o przeprowadzeniu spisu ludności na terenach wcielonych do Rzeszy zapadła w Berlinie. Odpowiednie zarządzenie i wytyczne w tej sprawie wydał Reichsführer SS i szef niemieckiej policji Heinrich Himmler, będący jednocześnie Komisarzem Rzeszy do spraw Umocnienia Niemczyzny (Reichskommissar für die Festigung des deutschen Volkstum).
22 listopada 1939 roku Himmler wystosował z Berlina depeszę do namiestnika Rzeszy (Reichsstatthalter) w Poznaniu Arthura Greisera, nadprezydentów Ericha Kocha w Królewcu i Josefa Wagnera we Wrocławiu oraz do prezydentów rejencji dr Hermana Bothke w Ciechanowie i Waltera Springoruma w Katowicach, zapowiadającą zarządzenie przeprowadzenia spisu ludności na tych terenach.
Zapowiedziane zarządzenie ukazało się 25 listopada 1939 r. i nakazywało przeprowadzenie w dniach od 17 do 23 grudnia jednorazowego policyjnego spisu ludności na terenach polskich wcielonych do Rzeszy, z wyjątkiem okręgu Gdańsk-Prusy Zachodnie. Jak wynikało z zarządzenia jednym z obszarów na którym spis miał zostać przeprowadzony była rejencja katowicka.
Rejencja katowicka została powołana dekretem Adolfa Hitlera z 8 października 1939 r. Było to równoznaczne z wcieleniem jej terenu do Rzeszy Niemieckiej jako część prowincji Śląsk (Provinz Schlesien). Stanowiła ona obszar niejednolity, obejmujący ziemie trzech byłych województw: śląskiego, kieleckiego i krakowskiego. W jej skład wchodziły powiaty byłego województwa śląskiego (ze zmianami, które nastąpiły po przyłączeniu Zaolzia w 1938 r.), trzy powiaty miejskie należące przed 1939 r. do Rzeszy (Bytom, Zabrze, Gliwice) oraz tzw. skrawki wschodnie (Oststreifen), czyli późniejsze powiaty: będziński, sosnowiecki, olkuski, chrzanowski, żywiecki i poszerzony powiat bielski.
Treść zarządzenia Himmlera została ogłoszona w rejencji katowickiej w dniach od 6 do 15 grudnia. Odpowiednie informacje zamieszczono w miejscowej prasie oraz dwujęzycznych obwieszczeniach ulicznych. Zarządzenie zobowiązywało do rejestracji wszystkie osoby, które ukończyły 12 rok życia, z wyjątkiem członków Wehrmachtu, Służby Pracy Rzeszy (Reichsarbeitsdienst) oraz kierowników partii hitlerowskiej i jej członków przejściowo przebywających na terenach wcielonych.
Do zarządzenia dołączono trzy załączniki dokładnie definiujące cele policyjnej rejestracji mieszkańców oraz kiedy i przez kogo spis ten ma zostać przeprowadzony. Załącznik I zawierał tekst formularza rejestracyjnego. Załącznik II precyzował cele spisu oraz instrukcję, w jaki sposób należy go przeprowadzić. Załącznik III zawierał wskazówki dla osób sporządzających daktyloskopijny odcisk palca.
Głównym celem spisu miało być, ustalenie składu narodowościowego ludności. Pozwoliłoby to na jak najszybsze odizolowanie innych narodowości od Niemców poprzez przeprowadzenie masowej akcji wysiedleńczej. Na podstawie danych spisowych władze hitlerowskie mogły przygotować konkretne plany wysiedleń Polaków oraz zorientować się o możliwości włączenia nowych sił w szeregi wojska niemieckiego. W związku z tym w zarządzeniu podano pierwsze wskazówki w sprawie jego realizacji. Polecono wyraźnie oznaczyć formularze rejestracyjne poszczególnych grup narodowościowych. Jedynym kryterium, jakie uwzględniono przy segregowaniu formularzy, była narodowość. Każdy formularz rejestracyjny – po jego wypełnieniu – nakazano oznakować w prawym górnym rogu krzyżem koloru czerwonego dla miejscowych Niemców, niebieskiego dla Polaków, czarnego dla Żydów oraz zielonego dla innych grup narodowościowych. Spis mieli przygotować i przeprowadzić wyłącznie członkowie policji.

## Formularz rejestracyjny
Dwujęzyczne formularze rejestracyjne przygotowano w Berlinie. Zostały one dostarczone w dniach 6–9 grudnia 1939 r., bezpośrednio do władz policyjnych wszystkich powiatów rejencji. W formularzu zatytułowanym: „Anmeldung zur polizeilichen Einwohnererefassun (Zgłoszenie celem policyjnego stwierdzenia ludności)”, trzeba było odpowiedzieć na 13 pytań. Treść zawarta na dwóch stronach, wydrukowana była w języku niemieckim i polskim. Tłumaczenie pytań było nieprecyzyjne. Na stronie pierwszej należało podać miejsce swojego zamieszkania (powiat, gmina, miejscowość, ulica i nr domu), a następnie udzielić odpowiedzi na następujące pytania (tłumaczenie oryginalne):
1. Familienname (Nazwisko):
(Bei Frauen auch Geburstname undgegebenenfalls Name aus der letzten früheren Ehe) (u zamężnych kobiet również nazwisko panieńskie i danym wypadku ostatnio-wdowie)
2. Rufname (Imię):
3. Geburstag, Monat und Jahr (Dzień, miesiąc i rok urodzenia):
Geburtsort (miejsce urodzenia:(auch Gemeinde und Kreis) (możliwie także gmina i powiat)
4. Geschlecht: männlich, weiblich (Płeć: męska, żeńska)
5. Familienstand:¹) ledig, verh., verw., gesch. (Stan cywilny:¹) wolny-na, żonaty-zamężna, wiec-wdowa, rozwiedzony-rozwódka
6. Religion (Wyznanie):
7. Volszugehőrigkeit: Narodowość:
8. Welche Sprache sprechen Sie zu Hause? Który język mówi się w domu?
9. Seit wann sind Się im neuen Reichsgebiet wohnhaft? Od którego czasu mieszka W.P. na nowym obszarze Rzeszy?
10. Haben Sie in der polnichen Armee gedient? Czy W.P. służył w armii polskiej? Dienstgrad? Rang służbowy:
¹ Nichtzutreffendes ist zu durchstreichen (Niepotrzebne przekreślić)
Na drugiej stronie formularza znajdowały się objaśnienia dotyczące pytań o wyznanie, narodowość i język używany w domu. Przy odpowiedzi na pytanie 6 należało określić przynależność do konkretnego Kościoła lub towarzystwa wyznaniowego. Odpowiadając na pytanie 7 zgłaszający powinien podać ten naród, który jest mu najbardziej bliski i do którego się przyznaje. To przyznanie się, należało jednak potwierdzić takimi faktami jak język, wychowanie, kultura itp. Narodowość dzieci poniżej lat 16 ustanawiał opiekun prawny. W odpowiedzi na pytanie 8 wypełniający winien był jasno zadeklarować, jakim językiem się posługuje. Zgodnie z instrukcją należało oznaczyć, czy dana osoba posługuje się językiem niemieckim, polskim, białoruskim, ukraińskim, litewskim, czeskim oraz żydowskim. Instrukcja przewidywała również takie określenia używanego języka, jak mazurski, kaszubski, ślązacki oraz przestrzegała przed nieprecyzyjnymi zapisami w rodzaju np. „język tutejszy”.
Formularz należało wypełnić atramentem przy pomocy pióra lub maszyny do pisania. Za osoby słabo piszące formularz wypełniał ktoś inny, jednak za treść odpowiadał zgłoszony. Podpis i odcisk palca składało się w obecności przyjmującego.
Na formularzu zamieszczono także informację o tym, że fałszywe zeznania oraz nieoddanie wypełnionego blankietu meldunkowego podlegają karze.

## Sposób przeprowadzenia spisu
Zarządzenie z 25 listopada 1939 roku czyniło odpowiedzialnych za zorganizowanie i przeprowadzenia spisu wyższych dowódców SS i policji, pełniących władzę w poszczególnych okręgach wojskowych i bezpośrednio podporządkowanych zwierzchnikowi policji niemieckiej – Himmlerowi. W dniu 2 grudnia 1939 roku prezydent Springorum wystosował pismo do kierowników władz policyjnych, przedstawiając treść zarządzenia oraz zobowiązując do niezwłocznego podjęcia przygotowań do przeprowadzenia spisu.
Początkowo spis mieli przygotować i przeprowadzić wyłącznie członkowie policji. Okazało się jednak, że będący dopiero w trakcie organizacji aparat policyjny nie dysponował wystarczającym personelem, wobec czego postanowiono zaangażować większą liczbę pomocników tzw. Hilfszähler. W tym celu Springorum zobowiązał wszystkich starostów do przedstawienia pisemnych wykazów osób potrzebnych do zorganizowania rejestracji w poszczególnych miastach i gminach. Z wykazów tych wynikało że do przeprowadzenia spisu ludności w gęsto zaludnionej rejencji katowickiej należy zatrudnić minimum 3500 pomocników, których koszty utrzymania w ciągu siedmiu dni trwania spisu wyniosą ok. 200 000 RM. Władze rejencyjne nie były jednak w stanie wydatkować takiej sumy, w związku z czym Springorum zwrócił się do Berlina o przyznanie na ten cel specjalnych funduszy.
Pomocników werbowano przede wszystkim spośród byłej mniejszości niemieckiej, członków SS, SA oraz Selbstschutzu. Osoby te na okras trwania spisu zostały zwolnione z zakładów pracy, zaś wynagrodzenie za dni nie przepracowane otrzymały z funduszu państwowego.W wyjątkowych wypadkach korzystano również z pomocy Polaków. Wolno było korzystać z pomocy tylko tych Polaków, którzy zatrudnieni byli w administracji państwowej i to wyłącznie do prac organizacyjnych. Polaków wykorzystywano zatrudniając ich w charakterze tłumaczy głównie na terenie Zagłębia Dąbrowskiego oraz w powiatach: chrzanowskim, olkuskim, wadowickim i żywieckim.
Głównym zadaniem pomocników było dokładne stwierdzenie tożsamości osób zgłaszających się do rejestracji. W pracy tej w miarę możności korzystano ze starych dowodów osobistych posiadanych przez ludność, zaś w wypadku nieposiadania żadnego dokumentu stwierdzającego tożsamość, korzystano z informacji krewnych lub sąsiadów. Zadania te były łatwe do zrealizowania szczególnie w małych miejscowościach, gdzie wszyscy wzajemnie się znali.
Placówki rozdające formularze rejestracyjne zobowiązano do podania poszczególnym osobom, w zależności od warunków lokalnych, dokładnej daty, godziny oraz miejsca zgłoszenia się celem złożenia formularzy i odcisku palca. Punkty rejestracyjne mieściły się najczęściej w siedzibach władz policyjnych oraz szkołach. W większych miejscowościach zorganizowano kilka punktów rejestracyjnych.
Rejestrację przeprowadzono w dniach od 17 do 23 grudnia 1939 roku. Osoby podlegające rejestracji, po zaopatrzeniu się w dwa formularze rejestracyjne, wypełniały je atramentem i osobiście składały w określonym miejscu i terminie; gdzie sporządzano daktyloskopijny odcisk palca. Wypełnione formularze rejestracyjne mogli odbierać jedynie członkowie policji i pomocnicy niemieccy. Również odcisk palca i podpis musiały być składane tylko w ich obecności. Jeden z formularzy pozostawał w placówce przeprowadzającej spis, drugi zaś otrzymywał zgłaszający się jako dowód tożsamości, który należało posiadać zawsze przy sobie.
Dla osób nie będących w stanie osobiście zgłosić się do rejestracji przewidziano specjalną procedurę: mianowicie członkowie rodziny względnie znajomi mieli oddać wypełnione formularze rejestracyjne tych osób w placówkach policyjnych przeprowadzających spis, podając równocześnie powód nieprzybycia danej osoby. Odcisk, daktyloskopijny odbierano w domu.

## Wyniki spisu
Wyniki policyjnego spisu ludności w rejencji katowickiej przeprowadzonego w dn. 17 – 23 XII 1939 r.
| Ludność ogółem | Narodowość | Narodowość | Narodowość | Narodowość | Narodowość | Narodowość |
| Ludność ogółem | niemiecka  | polska     | śląska (*) | czeska     | żydowska   | pozostałe  |
| 2 317 349      | 1 089 600  | 931 121    | 157 057    | 88 746     | 46 377     | 3939       |
| 100%           | 47,02%     | 40,18%     | 6,78%      | 3,83%      | 2,02%      | 0,17%      |
* Przez Niemców określany jako Schlonsakisch (ślązacka)
| Ludność ogółem | Język używany w domu | Język używany w domu | Język używany w domu | Język używany w domu | Język używany w domu | Język używany w domu |
| Ludność ogółem | niemiecki            | polski               | śląski (*)           | czeski               | hebrajski            | pozostałe            |
| 2 317 349      | 897 812              | 1 007 014            | 288 445              | 83 624               | 36 317               | 4128                 |
| 100%           | 38,74%               | 43,45%               | 12,45%               | 3,61%                | 1,57%                | 0,18%                |
* Przez Niemców określany jako Wasserpolnisch (ślązacki)
Jak wynika z danych uzyskanych w policyjnym spisie ludności, wysoki procent mieszkańców rejencji katowickiej zadeklarował narodowość niemiecką. Taki rezultat był wynikiem przymusu i terroru stosowanego przez okupanta, który założył, że spis musi wykazać niemieckość tych ziem. Nie odpowiadało to jednak rzeczywistemu układowi sił narodowych na tych terenach. Zwracali uwagę na to w swoich sprawozdaniach, sporządzonych na rozkaz prezydenta rejencji Springoruma z 18 września 1940 r. m.in. prezydent policji w Katowicach Wilhelm Metz oraz landrat pszczyński Bernard von Derschau. Twierdzili oni, że odnotowanie tak wysokiego wskaźnika określającego narodowość niemiecką (m. Katowice – 91,69%, pow. katowicki – 95,01%, pow. pszczyński – 96,96%) dowodzi, że w spisie tym nie otrzymano wiarygodnych danych obrazujących strukturę narodowościową.
Również landrat powiatu cieszyńskiego, Udo Krüger, negatywnie ocenił znaczenie przeprowadzonego spisu. Wielu Polaków w obawie przed wysiedleniem do Generalnego Gubernatorstwa względnie w głąb Rzeszy podało bowiem narodowość niemiecką. Krüger uważał, że uzyskane wyniki nie pozwolą na wysiedlenie wszystkich Polaków zamieszkałych w tym powiecie.
Wspomniani landraci powiatowi sugerowali, że wyniki spisu nie są wiarygodne i na ich podstawie nie będzie można ustalić składu narodowościowego w rejencji katowickiej, oraz że właściwy obraz struktury narodowościowej uzyska się dopiero w kolejnym przedsięwzięciu zmierzającym do nadania przynależności państwowej mieszkańcom ziem wcielonych do Rzeszy. Tym przedsięwzięciem władz miała być niemiecka lista narodowa (Volkslista).

## Sankcje – znaczenie
W zarządzeniu o przeprowadzenie spisu z 25 listopada 1939 r. zastrzeżono, że osoby, które nie zgłoszą się do rejestracji lub odpowiedzą na pytania zawarte w formularzach niezgodnie z prawdą, zostaną ukarane. Tym, którzy nie zastosują się do powyższego, grożono karą więzienia, wydaleniem z terenu rejencji katowickiej, a nawet wysyłką do obozu koncentracyjnego.
W rzeczywistości wszyscy, którzy podali narodowość polską, ponosili różnego rodzaju szkody, szczególnie na polu gospodarczym. Otrzymywali przewidziane dla Polaków niskie zarobki i musieli płacić 15% wyrównania za świadczenia socjalne.
Znaczenie danych statystycznych spisu było stosunkowo znikome, istotne było natomiast zaopatrzenie ludności w dowody tożsamości. Formularz zawierający podstawowe dane osobowe należało bowiem zawsze mieć przy sobie.
Po zakończeniu „palcówki” nastąpiło nadawanie tymczasowego obywatelstwa niemieckiego. Stało się to na mocy zarządzenia prezydenta policji w Katowicach z maja 1940 r. i objęło ono jednak tylko osoby aktywnie zaangażowane przed wybuchem wojny w działalność nacjonalistyczną. Chodziło o członków takich organizacji jak: Deutscher Volksbund, Jungdeutsche Partei, Zjednoczenie Niemieckie. Obywatelstwo nadawano także funkcjonariuszom utworzonych we wrześniu policji pomocniczej i Selbstschutzu. W związku z rozpoczęciem akcji wpisowej na DVL, w marcu 1941 r. nadania te anulował Wilhelm Frick – minister spraw wewnętrznych Rzeszy.
Bezwarunkowo obywatelstwo niemieckie otrzymali wstecznie, z mocą od 26 października 1939 r. wszyscy tymczasowi obywatele niemieccy, których włączono do I i II grupy DVL.